# Luce d'estate: ed è subito notte
Luce d’estate: ed è subito notte è un romanzo islandese del 2005 scritto da Jón Kalman Stefánsson. In Italia è stato pubblicato da Iperborea. La traduzione è a cura di Silvia Cosimini. ISBN 9788870915174.

## Trama
“A volte nei posti piccoli la vita diventa più grande”, a volte la lontananza dal rumore del mondo ci apre al richiamo del cuore, dei sensi, dei sogni. È questo intenso sentire a erompere dalla vita di un paesino di quattrocento anime della campagna islandese, dove la luce infinita dell’estate fa venir voglia di scoperchiare le case e la notte eterna dell’inverno accende la magia delle stelle. Un microcosmo che è come una lente di ingrandimento sull’eterna partita tra i desideri umani e le trame del destino, tra i limiti della realtà e le ali dell’immaginazione. Il direttore del Maglificio che per decifrare la frase di un sogno si immerge nel latino e nell’astronomia fino ad abbandonare tutto per i segreti dell’universo, la postina avida di vita che legge ogni lettera per poi rendere pubblici i più piccanti affari privati dei compaesani, l’avvocato che crede che il mondo si regga sul calcolo ma poi scopre che non può contare i pesci nel mare né le sue lacrime. Ogni sentiero dell’animo umano sembra trovare spazio in un caleidoscopio di storie che abbraccia le pulsioni più torbide e i sentimenti più puri, il palpito dell’unica estate vissuta dagli agnelli prima di finire al macello e il brivido di un rudere che risveglia i fantasmi, o il bisogno di mistero che è nell’uomo. Combinando l’incanto della poesia e un umorismo implacabile ma pieno di tenerezza per le debolezze umane, Stefánsson cerca una risposta alla domanda “Perché viviamo?” e la insegue immergendoci nel fiume in piena della vita. Ogni storia è un mondo sospeso tra la terra e il cielo, come un mito universale, una parabola dell’esistenza, ogni pagina è una rivelazione che ci tocca nel profondo e ci stupisce, ci fa ridere, piangere, arrossire, sognare.

## Citazioni
Alcuni esempi di citazioni:
- “Il mondo è pieno di sogni che non si avverano, svaniscono e si depositano come rugiada nel cielo e si trasformano in stelle nella notte.”
- “Gli esseri umani sono proprio curiosi, magari si sentono soli e amerebbero un po' di compagnia, ma quando arriva qualcuno è come se tutto si capovolgesse e non desiderano altro che rintanarsi dentro se stessi ed essere lasciati in pace”
- “È rischioso avvicinarsi troppo ai propri sogni, possono renderti fiacco nei confronti della vita, sostituirsi alla volontà, e cos'è un uomo senza volontà?”
- “E la nostra vita è dunque poco più di un errare senza meta, questa vita che a volte sembra poter andare per ogni dove e poi s'interrompe in mezzo a una frase“
- “Il mare, una tazza di caffè, l’edredone che cicaleccia, le rocce che s’immergono, e poi riemergono a respirare. Due sono le cose che faccio – respirare e pensare a te.”

## Accoglienza
A seguito della sua pubblicazione in lingua italiana, questo volume ha riscontrato fin da subito un buon successo di critica da parte delle comunità online di lettori. In particolare ha ottenuto:
•4/5 stelle su aNobii
•4.2/5 stelle su Goodreads